# Kniha z Durrow
Kniha z Durrow je středověký iluminovaný latinský evangeliář vytvořený v tzv. hibernsko-saském výtvarném stylu. Patrně vznikla mezi lety 650 a 700. Její zeměpisný původ není přesvědčivě znám. Mohla být vyrobena v Irsku v opatství Durrow, v Northumbrii v severovýchodní Anglii (zde by se jednalo o klášter Lindisfarne) nebo snad v klášteře Iona v západním Skotsku. Debata na toto téma trvá již několik desetiletí bez uspokojivého výsledku. V klášteře Durrow se kniha jistě nacházela od roku 916. Dnes je v knihovně Trinity College v Dublinu.
Jedná se o nejstarší iluminovaný ostrovní evangeliář, který je asi o století starší než podobně známá Kniha z Kellsu. Obsahuje evangelia sv. Marka, Matouše, Lukáše a Jana a několik dalších textů. Je složena z 248 pergamenů o rozměrech 245 x 145 mm.